# Проект реформы системы административного деления Японии
Досюсэй (яп. 道州制 «система губернаторства и штатов») — это проекты реформы административного деления Японии. Суть реформы состоит в укрупнении нынешних префектур, создании новых регионов — «штатов» (сю (яп. 州)) на территории японских островов: Хонсю, Сикоку, Кюсю и архипелага Рюкю, нынешняя префектура Окинава. При этом Хоккайдо предлагается оставить губернаторством (до (яп. 道)). Регионы после реформы будут обладать большей автономией, сравнимой с автономией штатов США.
Подобные проекты периодически предлагаются различными японскими политиками начиная с эпохи Мэйдзи. Ни один из них пока не был осуществлён.

## Варианты нового деления, согласно различным проектам
- Проект деления на 9 административных единиц: Хоккайдо, Тохоку, Северное Канто — Синъэцу, Южное Канто, Тюбу, Кинки, Тюгоку — Сикоку, Кюсю, Окинава
- Проект деления на 11 административных единиц: Хоккайдо, Тохоку, Северное Канто, Южное Канто, Хокурику, Токай, Кинки, Тюгоку, Сикоку, Кюсю, Окинава
- Проект деления на 13 административных единиц: Хоккайдо, Северное Тохоку, Южное Тохоку, Северное Канто, Южное Канто, Хокурику, Токай, Кинки, Тюгоку, Сикоку, Северное Кюсю, Южное Кюсю, Окинава